# Liste de spirales mathématiques
Cette liste de spirales mathématiques inventorie les noms, les images et quelques propriétés de spirales définies en mathématiques et dessinées en dimension deux ou trois.

## Spirales du plan
| Image | Nom                                  | Équation | Année     | Commentaires |
| ----- | ------------------------------------ | --- | --------- | --- |
|       | Cercle                               | Équation polaire : {\displaystyle \rho =R} |           | Spirale triviale |
|       | Spirale d'Archimède                  | Équation polaire : {\displaystyle \rho =a+b\cdot \theta \quad ,\quad \theta >0} | Vers -300 | Étudiée par Archimède puis Pappus. Courbe ayant une origine, pas de fin et des spires régulièrement espacées |
|       | Spirale de Fermat                    | Équation polaire : {\displaystyle \rho ^{2}=a^{2}\theta ,\quad \theta >0} | 1636      | Étudiée par Pierre de Fermat. Deux branches infinies symétriques. |
|       | Spirale hyperbolique                 | Équation polaire : {\displaystyle \rho ={\frac {a}{\theta }},\quad \theta \neq 0} | 1704      | Étudiée par Pierre Varignon. Deux branches infinies symétriques. Un point et une droite asymptotes. |
|       | Lituus                               | Équation polaire : {\displaystyle \rho ^{2}\theta =a^{2},\quad \theta >0} | 1722      | Étudiée par Roger Cotes. Dessinée ci-contre pour ρ positif. Le point O et la droite (Ox) sont asymptotes. |
|       | Spirale de Galilée                   | Équation polaire : {\displaystyle \rho =a-b\theta ^{2}} | 1636      | Étudiée par Fermat pour un problème posé par Galilée. |
|       | Spirale logarithmique                | Équation polaire : {\displaystyle a\mathrm {e} ^{b\theta }} | 1638      | Première mention chez René Descartes, puis étudiée par Marin Mersenne,John Wallis et Jacques Bernoulli. Une branche infinie, un point asymptote. Appelée spirale équiangle et spira mirabilis pour ces nombreuses propriétés géométriques. |
|       | Spirale d'or                         | Équation polaire : {\displaystyle \rho =a\varphi ^{{\frac {2}{\pi }}\theta }} où φ est le nombre d'or |           | Cas particulier de spirale logarithmique. |
|       | Développante du cercle               | Équations paramétrées: {\displaystyle {\begin{cases}x(t)=r(\cos {t}+t\,\sin {t})\\y(t)=r(\sin {t}-t\,\cos {t}).\end{cases}}} | 1693      | Étudiée par Christian Huygens. |
|       | Clothoïde                            | Équations paramétrées: {\displaystyle {\begin{cases}x(t)=\displaystyle \int _{0}^{t}\sin \left({\frac {u^{2}}{2a^{2}}}\right)\,\mathrm {d} u\\y(t)=\displaystyle \int _{0}^{t}\cos \left({\frac {u^{2}}{2a^{2}}}\right)\,\mathrm {d} u.\end{cases}}}  | 1694      | Étudiée par Jacques Bernoulli, puis par Leonhard Euler, Augustin Fresnel, Alfred Cornu et Ernesto Cesàro. Porte également le nom de Spirale d'Euler, Spirale de Fresnel et Spirale de Cornu. Deux points asymptotes.                       |
|       | Spirale de Poinsot de type borné     | Équation polaire: {\displaystyle \rho ={\frac {C}{\cosh(k\theta )}}} | 1834      | Étudiée par Louis Poinsot Courbe bornée possédant un point asymptote. Cas particulier de spirale de Cotes |
|       | Spirale de Poinsot de type asymptote | Équation polaire: {\displaystyle \rho ={\frac {C}{\sinh(k\theta )}}} | 1834      | Étudiée par Louis Poinsot Courbe possédant un point et une droite asymptotes. Cas particulier de spirale de Cotes., appelée par Teixeira Spirale de la cosécante hyperbolique.                                                             |
|       | Spirale tractrice                    | Équation polaire: {\displaystyle \theta =\pm \left({\frac {\sqrt {a^{2}-\rho ^{2}}}{\rho }}-\mathrm {arccos} {\frac {\rho }{a}}\right)} avec {\displaystyle 0<\|\rho \|<a} .                                                                          | 1707      | Étudiée par Varignon et par Cotes, baptisée par Teixeira. Courbe dont la tangente polaire est de longueur constante a. C'est aussi une tractoire dont la base est un cercle de rayon a/2 et de distance a/2.                               |
|       | Spirale de Pritch-Atzema             | Équations paramétrées: {\displaystyle {\begin{cases}x(t)={\frac {R}{2}}\left({\frac {\sin t}{t}}-2\cos t-t\sin t\right)\\y(t)={\frac {R}{2}}\left(-{\frac {\cos t}{t}}-2\sin t+t\cos t\right).\end{cases}}} où R est le rayon du cercle catacaustique | 2011      | Courbe dont la caustique en flambeau par réflexion est un cercle: le rayon issu du point noir et se réfléchissant sur la courbe est tangent au cercle rouge.                                                                               |
|       | Escargot de Pythagore                | | vers -400 | Appelée aussi Spirale de Théodorus qui l'a étudiée. Construit géométriquement les racines carrées de tous les entiers. |
|       | Spirale à centres multiples          | |           | Succession d'arcs de cercles jointifs dont les centres sont sur les sommets d'un polygone régulier. Construction préconisée pour le dessin de volutes                                                                                      |
|       | Spirale de Fibonacci                 | |           | Succcession de quarts de cercle jointifs dont les rayons sont des éléments de la suite de Fibonacci. Bonne approximation d'une spirale d'or.                                                                                               |
| image | nom                                  | équation | date      | commentaires |

## Spirales et hélices de l'espace
Remarque : dans toute la suite, les équations données en coordonnées sphériques utilisent les notations suivantes
- ρ pour la distance au pôle;
- θ pour la colatitude;
- φ pour la longitude.

| Image | Nom                         | Équation | Année    | Commentaires |
| ----- | --------------------------- | --- | -------- | --- |
|       | Hélice circulaire           | Équations paramétrées: {\displaystyle \left\{{\begin{aligned}x(t)&=a\cos(t)\\y(t)&=a\epsilon \sin(t)\\z(t)&=bt\end{aligned}}\right.} | vers 300 | Étudiée par Pappus d'Alexandrie et Appolonius. Les tangentes font un angle constant avec les directrices. |
|       | Hélice conique              | Équations sphériques: {\displaystyle {\begin{cases}\rho =a\mathrm {e} ^{b\varphi }\\\theta =\alpha \end{cases}}.} où α est le demi-angle au sommet du cône. | 1845     | Étudiée par Olry Terquem. Appelée aussi loxodromie conique ou hélice cylindro-conique. Sa projection sur le plan de base est une spirale logarithmique. Ses tangentes font un angle constant avec l'axe du cône. |
|       | Spirale de Pappus conique   | Équations sphériques: {\displaystyle {\begin{cases}\rho =a\varphi \\\theta =\alpha \end{cases}}.} où α est le demi-angle au sommet du cône. | vers 300 | Étudiée par Pappus, Blaise Pascal et Michel Chasles. Teixeira l'appelle aussi «hélice conique». Sa projection sur le plan de base est une spirale d'Archimède.                                                   |
|       | Spirale de Pappus sphérique | Équations sphériques: {\displaystyle {\begin{cases}\theta ={\frac {\varphi }{4}}\\\rho =R\end{cases}}.} | vers 300 | Étudiée par Pappus. Cas particulier de clélie avec pour paramètre m=1/4. |
|       | Clélie (spirale)            | Équations sphériques: {\displaystyle {\begin{cases}\theta =m\varphi \\\rho =R\end{cases}}.} | 1728     | Étudiée par Luigi Guido Grandi. Parfois appelée spirale (d'Archimède) sphérique. Sa projection sur le plan de base est une rosace.                                                                               |
|       | Loxodromie de la sphère     | Équations paramétrées: {\displaystyle \left\{{\begin{aligned}x(t)&=R{\frac {\cos t}{\mathrm {ch} \,kt}}\\y(t)&=R{\frac {\sin t}{\mathrm {ch} \,kt}}\\z(t)&=R\,\mathrm {th} \,kt\end{aligned}}\right.} où ch et th sont respectivement les fonctions cosinus hyperbolique et tangente hyperbolique et où {\displaystyle k=\mathrm {cotan} \,\alpha } | 1537     | Courbe étudiée par Pedro Nunes, Simon Stévin et Maupertuis qui fait un angle constant α avec les méridiens. Sa projection sur l'équateur est une spirale de Poinsot bornée                                       |
| image | nom                         | équation | date     | commentaires |